# Trineurocephala fasciata
Trineurocephala fasciata är en tvåvingeart som beskrevs av Borgmeier 1932. Trineurocephala fasciata ingår i släktet Trineurocephala och familjen puckelflugor.
Artens utbredningsområde är Costa Rica. Inga underarter finns listade i Catalogue of Life.